# Lakshmipura, Kollegal
Lakshmipura là một làng thuộc tehsil Kollegal, huyện Chamarajanagar, bang Karnataka, Ấn Độ.